# Улица Пелду
Улица Пе́лду (латыш. Peldu iela, Плавучая) — улица в Риге, в историческом районе Старый город. Идёт от улицы Грециниеку до набережной 11 Ноября. Длина улицы — 241 метр.

## История
Археологические раскопки показывают, что в районе улицы Пелду находилось одно из старейших поселений в Старом Городе. Улица известна с XIV века; её старейшими названиями были Висбольда (лат. Vicboldi), с XV века — Свиная (нем. Swyne), также по имени ратманов Конинга и Милова именовалась Koninges и Milouwesche. Современное название (рус. Плавучая улица, нем. Schwimmstrasse) происходит от построенного в 1714 году Плавучего (Наплавного) моста, который до 1890-х годов соединял нынешнюю улицу Пелду с улицей Акменю на левом берегу. В XIX веке называлась также Lielā (Большая) Peldu.
После возведения в 1961—1963 годах здания Рижской государственной гимназии № 3 (улица Грециниеку, д. 10) поперёк проезжей части улицы Пелду, она оказалась разделена на две обособленные части.

## Достопримечательности
- д. 15 — Офисное здание (1984—1987, архитекторы Юрис Скалбергс, Айварс Завадскис, Петерис Бирулис. Построено на месте разрушенной во время Второй мировой войны застройки. В новостройке были учтены требования восстановить силуэт здания 1823 года по сохранившимся рисункам фасадов. Здание является одним из самых известных примеров архитектуры 1980-х годов)[2].
- д. 17 — Жилой дом (XVIII век, перестроен в 1888 году архитектором Янисом-Фридрихом Бауманисом).
- д. 19 — Жилой дом с магазинами (Дом генерал-губернатора, 1752, во второй половине XIX века перестроен по проекту архитектора Л. Гейгенмиллерса).
- д. 23 — Жилой дом (XVIII—XIX века, реконструирован 2001).
- д. 25 — Офисное здание (1977, архитектор Янис Вилцинш, отремонтировано в 1996 году). Здание занимает Министерство охраны окружающей среды и регионального развития[3].
- д. 26/28 — Склад и жилой комплекс (XVIII век, перестроен в 1882 году архитектором Отто Дитце), открыт ресторан и ночной клуб[4].